# Плодове (Білогірський район)
Плодо́ве (до 1948 — Челебілер, крим. Çelebiler) — село Білогірського району Автономної Республіки Крим.
Відстань від райцентру до населеного пункта становить 45 кілометрів по прямій.